# 宗方漁港

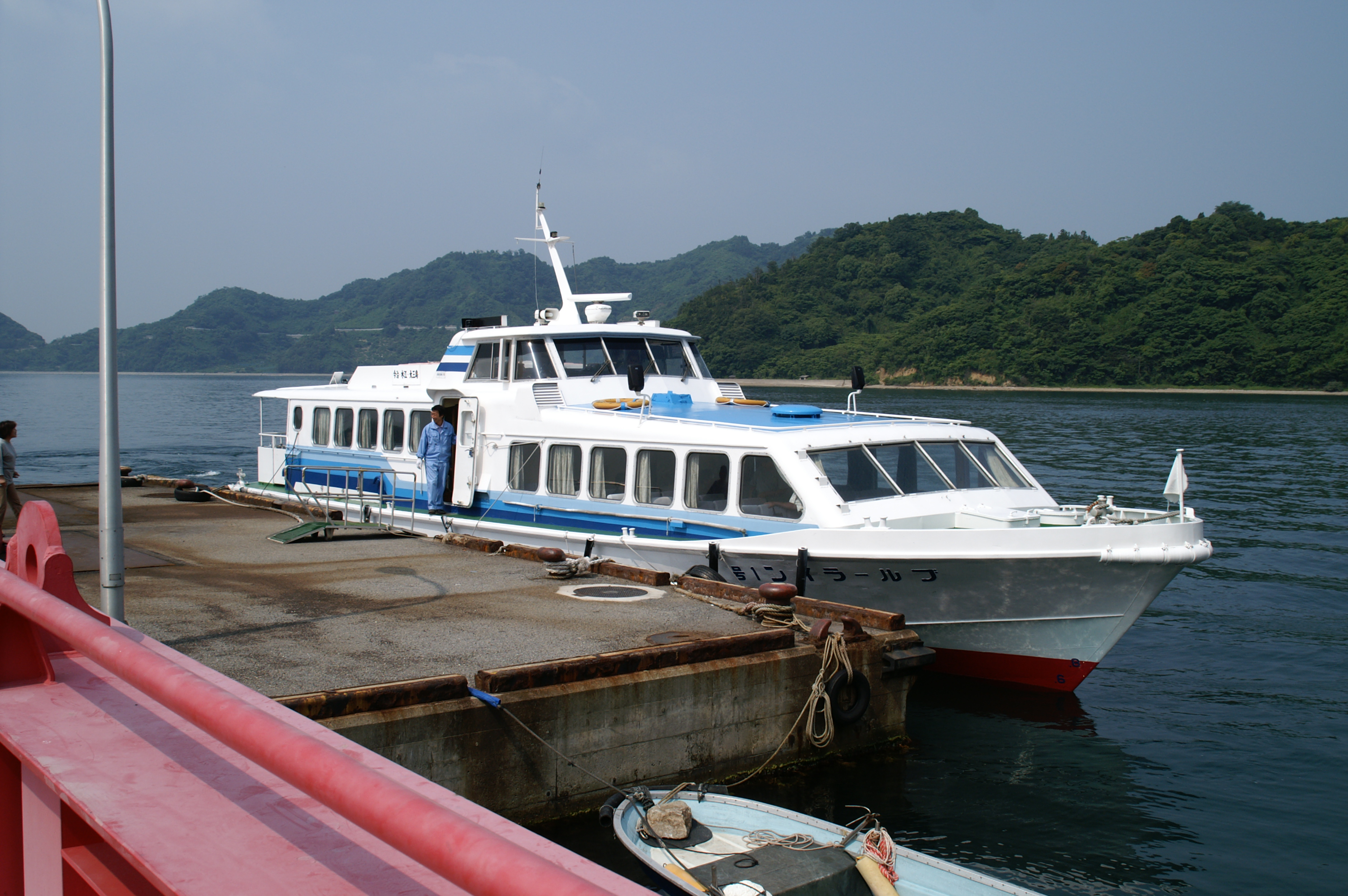
宗方港

宗方魚港（むなかたぎょこう）は、愛媛県今治市大三島町宗方にある漁港。管理者は今治市。
大三島ブルーラインの案内では「宗方」と表記されている。

## 航路
- 大三島ブルーライン（フェリー）
  - 今治港 - 宗方（大三島） - 木江港（大崎上島）
  - 宗方 - 岡村港（岡村島）
- 今治市営フェリー(旅客船）
  - 今治 - 宗方 - 大下島 - 小大下島 - 岡村

### 過去に運航されていた航路
- 大三島ブルーライン
  - 宗方　-　宮浦港（ともに大三島）

## 旅客各港へのアクセス
バスの停留所があり、瀬戸内海交通の宮浦港方面への路線バスが運行されている。
- 瀬戸内海交通
  - 宮浦港方面行き（一部の便は宮浦港の先の肥海まで運行）